# Biserica Imperială
Biserica imperială (în germană Reichskirche) este termenul  aplicat diferitelor faze și zone ale istoriei între biserică și stat, care denotă o legătură ideală strânsă, instituțională și personală între un sistem politic de guvernare și biserica creștină larg răspândită în zona în cauză. Astfel biserica este subordonată autorității de stat respectiv monarhice, o legitimează moral și este susținută și promovată material de aceasta.

## Biserica înainte de Marea Schismă
Uniunea dintre puterea laică și autoritatea spirituală era reprezentată în antichitate în principal de faraon, care era în același timp cel mai mare preot, zeu și conducător laic al statului său. Această tendință a fost evidentă și în Orientul Antic. În Imperiul Roman, Iulius Caesar a combinat funcțiile de conducător al statului și de Pontifex Maximus („cel mai mare preot”). Această uniune personală a fost păstrată permanent de împărații romani de la Augustus (începând din 12 î.Hr.) care pe lângă titlul de Imperator ce reprezenta puterea laică, a avut și titlul de Augustus („sublimul”) care în timpul Imperiului Roman implica dreptul la venerare și adorație pe tot timpul vieții. Refuzul multor creștini de a se supune acestei obligații în acest fel conducătorului statului a fost motivul primelor conflicte cu statul roman.
Constantin cel Mare, născut la începutul secolului al IV-lea, a fost primul împărat roman care a privilegiat oficial creștinismul. Încă din anul 313 el a declarat prin Edictul de la Milano (deseori numit în mod eronat „Edictul de toleranță”) împreună cu împăratul Licinius că de atunci înainte va acorda creștinilor și tuturor cetățenilor imperiului libertate religioasă deplină. În perioada care a urmat, el a continuat să promoveze creștinismul cauzând astfel ceea ce în politica religioasă romană s-a numit „schimbarea constantiniană”. După moartea lui Constantin cel Mare în anul 337, fiii săi, în special Constanțiu al II-lea, au continuat promovarea creștinismului și, prin urmare, discriminarea păgânismului.
Un pas esențial făcut spre biserica imperială romană a fost făcut în anul 380 de Edictul de la Salonic al celor trei împărați prin care credința trinitară romano-alexandriană a fost declarată religie oficială a imperiului roman în scopul de a pune capăt disputelor interne creștine. Un alt pas important l-a reprezentat edictul din 391 prin care împăratul Teodosiu I a interzis cultele păgâne. Biserica romano-catolică devenise astfel în sfârșit biserica imperială. Totuși în opinia actuală a multor cercetători, abia împăratul Iustinian I a impus de fapt creștinismul în Imperiul Roman împotriva păgânismului la mijlocul secolului al VI-lea.
Creștinismul și-a asumat astfel funcția politică de a conecta părțile vastului imperiu, funcție care fusese anterior îndeplinită de religia romană. Devotamentul față de religia creștină a devenit o datorie civică. Împăratul roman a considerat că este datoria lui să promoveze o biserică unificată, deoarece vedea în biserica imperială puterea împotriva fragmentării imperiului.
Consecințele au fost, printre altele, convocarea imperială a conciliilor, influența imperială asupra dogmelor și întărirea autorității episcopilor. În special cea din urmă a avut ca efect faptul că și după prăbușirea Imperiului Roman de Apus, structura juridică și administrativă s-a păstrat în mare parte intactă, fiind reprezentată de Biserica Romană.
După dispariția „vice-împăraților” romani din Vest, împărații romani din Constantinopol au fost din nou singurii conducători legitimi în fostul teritoriu roman, ceea ce a slăbit poziția papilor din Roma față de patriarhul din Constantinopol. După fragmentarea sfârșitul unității imperiului, papa Gelasius I l-a instalat pe împăratul Anastasiu I. Unitatea imperiului cât și unitatea dintre biserică și stat a luat sfârșit cel mai târziu odată cu despărțirea de Biserica de rit bizantin prin Marea Schismă din 1054 când vechile ramuri ale Bisericii Imperiale, latină și greacă, s-au despărțit formând Biserica Romano-Catolică, în Apus și Biserica Ortodoxă, în Răsărit.

## Biserica în Sfântul Imperiu Roman
Regii romano-germani medievali au fost nevoiți să admită că sistemul feudal nu era suficient pentru a administra teritoriile deoarece în rândul vasalilor exista tendința de a transforma proprietatea feudală într-una ereditară, având ca urmare scoaterea proprietății de sub controlul regelui. Prin urmare, regii și împărații au început să dea episcopilor teritorii și drepturi, deoarece aceștia nu puteau avea urmași și astfel problema moștenirii era eliminată. De asemenea, împăratul numea de obicei episcop care provenea dintr-o altă zonă decât dieceza pe care urma să o conducă. Toate puterile laice regionale (ducii, conții și nobilii proprietari ai domeniilor) care s-au opus acestei revendicări de putere a împăratului amenințau inevitabil interesele episcopului, care era dependent de monarh. Această relație a devenit problematică atunci când reforma bisericii din Cluny a luat în serios mandatul pastoral al bisericii și a cerut ca numirea clericilor – inclusiv a episcopilor – să fie făcută independent de conducătorii laici. Aceasta a dus la dispute permanente între papi și împărați în perioada dintre secolul al IX-lea și secolul al XII-lea, denumită în istorie Controversa pentru învestitură.
Legăturile dintre imperiu și biserică au rămas totuși strânse deoarece de la Otto I și până la Reichsdeputationshauptschluss în 1803, aproape toți episcopii germani și mulți stareți au fost, de asemenea, principi imperiali.

## Biserica Imperiului German
Mișcarea naționalistă, rasistă și xenofobă Deutsche Christen (în traducere „creștini germani”), apărută în cadrul protestantismului din Republica de la Weimar, a aprobat preluarea puterii de Adolf Hitler și de NSDAP. Noile autorități de stat au creat pentru cvasinecunoscutul Ludwig Müller funcția de Reichsbischof („episcop imperial”) și au proclamat Biserica Imperială, în care urmau să fuzioneze toate bisericile protestante regionale și confesionale. Au fost înlăturați din funcție toți duhovnicii care nu se conformau noului sistem și aplicării „paragrafului arian” în biserică, precum și eliminării Vechiului Testament din Biblie și a tuturor obiceiurilor „străine”.
Ca o reacție la numirea lui Ludwig Müller la conducerea protestantismului german s-a constituit Biserica Mărturisitoare, ai cărei reprezentanți au fost persecutați de autoritățile naziste.
Ideologii de frunte ai național-socialismului, Heinrich Himmler și Alfred Rosenberg, au proclamat în mod deschis politica de eliminare a tuturor mișcărilor independente, implicit a Bisericii, în cel de-al Treilea Reich.